# NGC 6148
NGC 6148 ist eine 16,1 mag helle Spiralgalaxie vom Hubble-Typ Sab im Sternbild Herkules.
Sie wurde am 10. Juni 1864 von Albert Marth entdeckt.